# Puteal

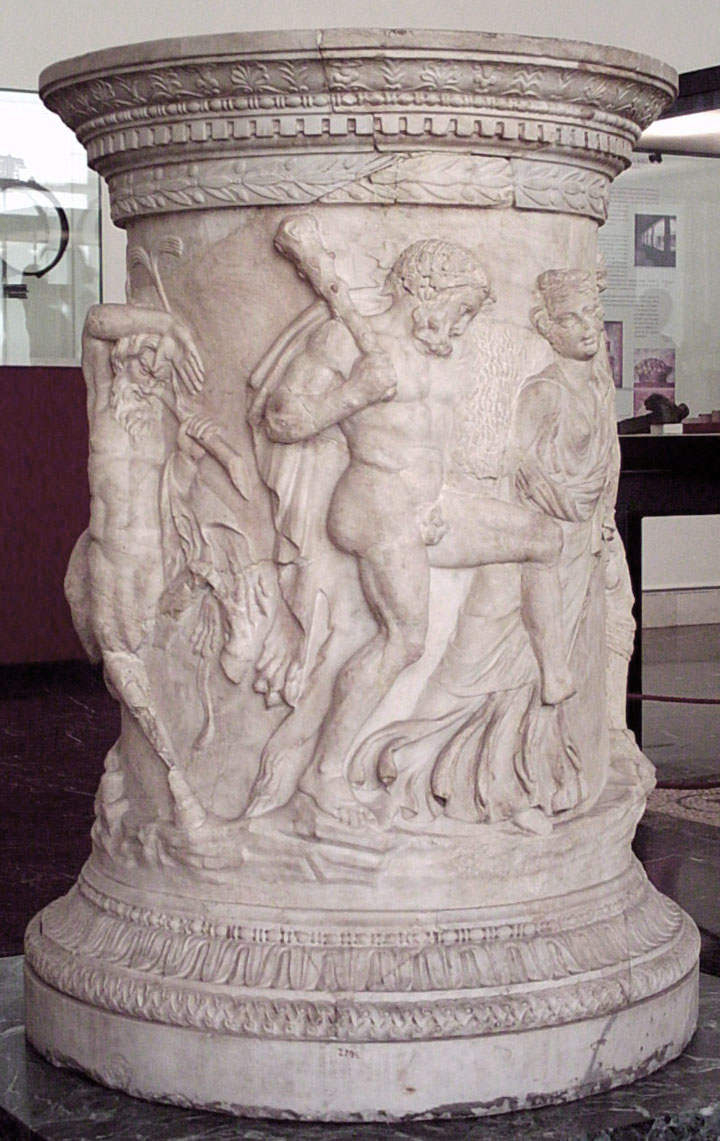
Rzymski marmurowy puteal

Puteal (łac. puteus – „studnia”; l.mn. putealia) – występująca w małej architekturze rzymskiej i pompejańskiej cembrowina studni znajdującej się w obrębie atrium rzymskiego domu. Ze względu na sakralny charakter przypisywany wodzie, zachowała się znaczna ilość zabytków o bogatej dekoracji rzeźbiarskiej.